# PZ Cassiopeiae
Désignations
PZ Cassiopeiae est une étoile supergéante rouge située dans la constellation de Cassiopée, et une étoile variable semi-régulière. Elle est une des plus grandes étoiles connues avec un rayon estimé de 1 190 (ou 1 940) R☉ (soit 830 millions à 1,35 milliard de km). Sa distance a été estimée à environ ∼ 9 170 a.l. (∼ 2 810 pc) de la Terre.

## Compagnon
PZ Cas a un compagnon, une étoile de 13e magnitude située à 12".